# Cupcake Peaks
Cupcake Peaks är en bergstopp i Antarktis. Den ligger i Östantarktis. Australien gör anspråk på området. Toppen på Cupcake Peaks är 1 391 meter över havet, eller 180 meter över den omgivande terrängen. Bredden vid basen är 1,6 km.
Terrängen runt Cupcake Peaks är kuperad åt nordväst, men åt sydost är den platt. Trakten är obefolkad. Det finns inga samhällen i närheten. 